# Zgodba o medvedku Skuštrančku
Zgodba o medvedku Skuštrančku je kratka sodobna pravljica. Knjigo je napisala Zdenka Obal, izšla pa je leta 2007 pri založbi Morfem.

## Kratek povzetek
Nekoč je obstajala tovarna, kjer so izdelovali igrače vseh vrst. Želeli so izdelovati žive igrače. Za to pa so igrače potrebovale toplino. V tovarno so povabili majhna dekleta, da so igračam izkazovale ljubezen. Počasi so oživele vse igrače. Edini, ki še ni oživel je bil medvedek Skuštranček. Ker je bil skuštran in ni bil po zadnji modi, ga ni sprejela nobena od deklet, razen zlatolaska, ki ga je tudi oživela. Čez leto dni je medvedek Skuštranček še vedno sameval v tovarni. Kupila ga je Zalina mati, a Zala ga ni marala. Grdo je ravnala z njim. Zlatolaska Gaja pa je še vedno mislila nanj. Nekega dne je Gaja prišla na obisk k Zali in tam zagledala medvedka. Želela si ga je vzeti domov, k sebi, a Zala ji ga ni želela dati. V zameno je želela Gajino sliko Božička.

## Predstavitev književne osebe
Glavna književna oseba je personificirana igrača, plišasti medvedek Skuštranček, ki s pomočjo Gajine ljubezni oživi. Je svetlo rjave barve, z valovitimi vlakni. Ni gladek na otip, kot naj bi bilo v modi, zato ni priljubljen med otroci. Ko oživi, pridobi človeške lastnosti. Je poosebljen, tako kot ostale igrače v besedilu (npr. pogumen levček). Predstavlja osebo, ki ni sprejeta v socialno okolje, zaradi družbenega umetno ustvarjenega predsodka.
Da se počuti plišasti medved osamljenega, je nazoren primer personifikacije.

## Analiza
Besedilo je kratka sodobna pravljica.
Stranske osebe so direktor, Gaja, Marija (tajnica), Zala, ostala dekleta, ki so pomagala v tovarni.
Dogajalni prostor je tovarna ter Zalin dom.
Pripovedovalec je tretjeosebni. 
Opisuje obdobje ob božiču.
Uporabljeno je veliko pomanjševalnic (levčki, žabice ...), nazorno je tudi opisan postopek oživljanja igrač (stiskale k sebi, jih božale, žgečkale ...).
Zaplet v pravljici nastopi, ko Gaja zboli in glavna književna oseba (Skuštranček) sameva v tovarni, nato pa ga kupi Zalina mati. Otroke pozove k sprejemanju drugačnih od njih.
Vrh zgodbe je takrat, ko Zala noče darovati Skuštrančka Gaji, kljub temu da do njega izraža le negativne emocije. Z izsiljevanjem poskuša pridobiti sliko Božička, saj misli, da je to Gajina najljubša slika.  V vsakem primeru želi zmagati, nadvladati nasprotno osebo.
Ko si deklici zamenjata sliko in medvedka, je razplet in napoveduje srečen konec. Medvedek Skuštranček je ponovno varen in se ne počuti več osamljenega. Zapostavljena oseba dobi prijatelja, ki ga sprejema takšnega kot je.
Avtorica v knjigi ne presega vseh stereotipov, v nekaterih delih pravljice jih spodbuja. 
Primer stereotipa: direktor tovarne je moški, označi ga kot domiselnega. Ni pa navedenega dejstva, po katerem bi prepoznali to njegovo lastnost. Opazimo le protislovje, saj svojo nalogo preloži na tajnico z izgovorom: »Ti si ženska.« Ženska opravi nalogo namesto moškega, pohvalo dobi moški.— — dr. Milena Mileva Blažić
Pojavi se motiv zlatolaske. 
Primer stereotipa: zlatolaska (Gaja) predstavljena kot dobra oseba, črnolasa (Zala) pa ravno nasprotno - negativno.
Potem, ko je Gaja naredila dobro delo (oživila Skuštrančka), zboli. S tem je metaforično kaznovano dobro delo in ponovno je ženska oseba postavljena v podredno vlogo.

## Motivno-tematske povezave
Motiv personificirane, oživljene igrače se pojavi tudi v pravljici Pajacek in punčka. Način oživitve je drugačen. Podobnost najdemo tudi v motivu osamljenosti in iskanju prijateljev. 
Igrače se pojavijo tudi v pravljici Popravljalnica igrač. Tu ni v ospredju personifikacija le-teh, ampak spominjanje staršev na brezskrbno otroštvo.